# ハチ (ヒョウ)
ハチ（1941年（昭和16年）2月頃 - 1943年（昭和18年）8月18日）は、恩賜上野動物園で飼育されていたオスのヒョウである。
日中戦争（支那事変）の最中の1941年（昭和16年）2月28日、中華民国湖北省の山中で日本軍の小隊に保護され、「ハチ」と命名された。小隊長の成岡 正久（なるおか まさひさ）と小隊の兵士たちはハチを可愛がって育て、ハチも兵士たちを慕うようになった。
戦局が切迫するにつれて小隊にハチを同行させることが困難になってきたため、成岡は伝手を頼って恩賜上野動物園にハチを引き取ってもらった。しかし、その後ハチは戦時猛獣処分の対象となって薬殺され、第二次世界大戦終戦後に成岡と再会したときには剥製になっていた。
成岡は故郷の高知にハチを連れ帰り、晩年になってから高知市子ども科学図書館に寄贈した。ハチの生涯とエピソードについては成岡自身の著書『豹と兵隊』を始め、宮操子、浜畑賢吉、門田隆将などが本の題材として取り上げている。

## 生涯

### 成岡と時代背景
成岡は高知市出身で、1912年（大正元年）9月28日の生まれだった。城東商業から関西学院大学に進み、卒業後に大日本帝国陸軍の第40師団（通称号：鯨兵団）隷下の歩兵第236連隊に応召し、1941年（昭和16年）2月からは第8中隊第3小隊長を務めていた。日中戦争時に湖北省付近に展開していた歩兵第236連隊は、通称を「鯨部隊」と呼ばれていた。鯨部隊は、1939年（昭和14年）6月の結成から第二次世界大戦の終戦まで中支・南支を転戦して、その移動距離は二千数百キロメートル、戦死者も2,000人余りを数える存在だった。その歩兵第236連隊の第8中隊は、中国南東部長江の中流域にあたる湖北省陽新県に1939年（昭和14年）10月から駐屯していた。
陽新県と大冶県の境界付近に、白砂舗という名の小さな町があった。この町に配備された警備隊の主任務は2つあり、1つは軍の公路上の警戒と付近の治安維持、もう1つは白砂舗の東方約4キロメートル地点にある牛頭山の警備であった。牛頭山は中国でも随一といわれる優良な銅山で、1938年（昭和13年）11月に日本軍が武漢三鎮の攻略に成功した後、中国が放棄したものを日系の華中鉱業公司が再興していた。華中鉱業公司が派遣した日本人技術者数名および鉱山を警備するため、白砂舗の警備隊から1個分隊が派遣されていた。
ハチと成岡の出会いは、1941年（昭和16年）2月28日のことであった。

### 出会い
成岡は陣地に設けられた展望台に登って付近の地形を確かめ、敵襲があった際の兵員や火器などの配置について検討していた。日が落ちてあたりが暗くなった時分、成岡がふと牛頭山の方角に目をやると、そこには野火が燃え上がっていた。しかもその野火は、見る見るうちに牛頭山麓一帯に燃え広がっていった。成岡たちは不審に思ったものの、野火の原因については不明だった。
翌朝成岡は、部下を伴って牛頭山まで野火の原因究明と警備隊の指導に出向いた。警備にあたっていた兵士の報告では「異状ありません」とのことであった。兵士の案内で山上の監視所に赴いてみると、眼下の集落入り口や小道などのあちこちに火を焚いた跡が残っていて、一見しただけで昨夜見た野火のものであることがわかった。成岡は兵士に野火のことについて質問してみたが、兵士も何のための火であるかは全く知らなかった。
そのとき、1人の若い鉱山技師が大慌てで山頂から駆け下りてきた。成岡は彼の様子を不審に思って「どうしましたか!」と問いかけたが、技師はそのまま走り去っていった。成岡たちは技師の後を追って麓のテントまで戻り、彼の動揺が治まったところでその理由を尋ねた。その答えは「山の上に1頭の大きなヒョウがいて、しかも自分をにらみつけていた」ということであった。技師は拳銃を携帯していたものの、あまりの恐ろしさに山頂から逃げ帰ってきたのだった。
技師の話を聞いても、成岡たちは半信半疑であった。そこへ鉱山事務所に雇用されている地元の男性が戻ってきた。男性は牛頭山には4頭のヒョウがいて、しかも大きさが2.7メートルもあると証言した。そのヒョウが毎晩集落に出没して家畜のみならずときには人間さえ襲うため、ヒョウの害を防ぐため野火を焚いていると説明した。
男性は成岡に「どうかあなたの手で、是非ヒョウを退治してほしい」と頼み込んだ。住民や鉱山事務所が受けた被害について話を聞き、成岡はヒョウ退治を決意した。成岡が宿舎に戻って「ヒョウ狩りに行く者はおらぬか」と呼びかけると、隊の全員が志願した。そこで成岡は射撃に優れた部下を3名選び、自らが指揮を執って牛頭山の登山口に向かった。
牛頭山は標高こそ100メートル程度であったが、山の全体が岩に覆われている上に山バラが密生して移動がしにくい状態であった。山中にはヒョウの足跡が点々と残り、真新しいキジの羽毛やシカの白骨などが散乱していた。一行が頂上に近づくにつれてヒョウが食い荒らした鳥獣の残骸が多くなり、その中には人間の衣類とおぼしき切れ端すら混じっていた。頂上の大岩にたどり着いて周囲を確認したものの、ヒョウの気配すら感じられないほどに静まり返っていた。
一行は引き返すことにして、下山を開始した。7合目付近にある大岩にさしかかったとき、不意に大きな唸り声が付近の静寂を破った。一行は声の主を探し求めたが、周囲は再び静けさを取り戻していた。再び先ほどの大岩にたどり着くと、先ほどよりも大きな唸り声が至近距離から聞こえてきたため、大岩の下にヒョウがいることがわかった。
大岩の上は3坪ほどの平面になっていたので、一行にとって安全な場所であった。大岩の側面に密生している木の根元が深い空洞になっていて、その中をヒョウが根城にしていた。一行はヒョウをおびき出す手段として、空洞に火を放つことにした。1人が空洞の入り口を見張り、他の3人が付近の枯草を大量にかき集めて火をつけ、入り口から投げ込んだ。投げ込んだ火は湿気などのためにすぐに消え、最初の攻撃は失敗した。
成岡は部下のうち2人を再度頂上まで登らせ、ふもとで待機している警備隊に向かってガソリンを持ってくるように大声で叫ばせた。ふもとから技師がただ1人、ガソリンの入った一升瓶を手にかけつけてきた。成岡たちはそのガソリンを入り口に散布し、枯草に火をつけて投げ入れた。火は瞬く間に燃え広がってすぐ消えたため、成岡たちはヒョウが入り口から飛び出してくるのを待ち受けたが、出てきたのは小さなヒョウの子2頭のみであった。
成岡たちが思いがけない事態に驚いているうちに、ヒョウの子2頭は空洞の中に戻っていった。2頭を捕らえるためにもう一度火をつけようとしたところ、技師が成岡の意図に反して空洞の奥深くまでガソリンを散布して点火したため、火は激しく燃え上がった。空洞からはヒョウの子たちの悲鳴が聞こえたため、成岡は空洞に単身で入ることにした。
親ヒョウの気配がないのはすでに3回の火攻めによって遠くに逃れ去ったためと思われたが、成岡は用心のために拳銃を口にくわえて空洞に降りて行った。成岡は空洞の隅に隠れていたヒョウの子2頭を鷲づかみにして入り口に向かい、部下たちの銃口に守られながら地上に脱出した。
ヒョウの子は生後20日ほどで、オスとメスが1頭ずつであった。オスの方は右首筋に大きな火傷を負っていたが、メスの方は無傷だった。2頭を連れた一行が牛頭山のふもとに戻ると、残留していた成岡の部下、鉱山の技師たち、そして地元の住民多数が歓呼のうちに彼らを出迎えた。
成岡は白砂舗を去る前に、ヒョウの子たちを「おとり」にして親ヒョウを生け捕ろうと決心していたが、必要な資材が間に合わなかったため断念せざるを得なかった。3月3日、成岡たちは白砂舗での警備任務を終えて陽新県に戻ることになった。成岡は鉱山技師に預けていたヒョウの子2頭のうち、火傷を負った方の1頭を連れ帰ることにした。

### 兵士たちとともに
成岡たちが陽新県に戻ると、兵士たちが次々と集まってきた。彼らのもとには成岡の一行が可愛らしいヒョウの子を連れて戻ってくるという知らせがすでに届いていたため、大喜びで帰還を待ち受けていたのだった。
まだ歯も生えていないヒョウの子のことで成岡が困ったのが、何を食物として与えるかという問題だった。ヒョウの子が空腹を訴えて大声で鳴きわめくので、試しに牛乳を与えてみたが徒労に終わった。ヒョウの子は夜通し鳴き続けていたため、成岡は一睡もできないありさまだった。
成岡は部下の橋田寛一を呼んで「鳥を取ってきて食わせ」と命じた。橋田は成岡の率いる小隊では、一際優れた射撃の腕前の持ち主であった。「スズメ撃ちの名人」としても知られていて、実際にスズメ撃ちの腕前を乞われて披露した経験もあった。
橋田によれば、ヒョウの子を初めて見たとき「子猫」にしか見えなかったという。食べ物を受けつけようとしないヒョウの子には橋田も困ったが、工夫を重ねて何とか口に入れたら、そのうち食べるようになったという。その工夫というのは、軍服の上着の一番上のボタンを外し、そこにヒョウの子を顔だけ出すようにして入れた上で、橋田の食事を噛んで柔らかくしてヒョウの子に与えるというものであった。ヒョウの子が固形物も食べられるようになると、草原にいるノロジカや鳥を撃ってきて、それを同様に与えた。ヒョウの子は日中は橋田のもとで過ごし、夜は成岡の部屋で寝ることになった。
ヒョウの子のために巣箱が作られていたが、ヒョウの子は狭苦しい巣箱を嫌って常に部屋の中で過ごしていた。最初のうちは目も開かず足取りもおぼつかなかったが、1週間足らずのうちに目が見え始めた。成岡が座敷に腰を下ろすと走り寄ってきて膝の上に飛び乗り、彼の手先を嬉しそうになめるようになった。ヒョウの子は成岡と同様に部隊の兵士たちにも親しみを寄せた。兵士たちが部屋に訪れると早速足元に抱きついて愛嬌を振りまき、兵士たちもヒョウの子を抱き上げて頬ずりしたり、いつまでも撫でたりして可愛がっていた。
体が次第に大きくなってもヒョウの子の愛らしさは変わらず、休日には他の部隊の兵士たちがその姿を写真撮影しに来ることも多かった。ヒョウの子は成岡の部屋で起居を共にし、就寝時には彼の首を枕代わりにして安眠するようになった。最初のうち成岡はなかなか寝つけずに困ったというが、ヒョウの子の愛らしい寝姿と安心しきって幸せそうな寝息を聞くと可哀想になって追い払うことはできずにいた。
ヒョウの子は元気に成長し、1月も経たないうちに部隊のマスコットとなった。兵士たちが部屋に来ないときには、自分から建物のあちこちを訪れて挨拶代わりに戯れ、外で走り回ったり部屋で紙くずをおもちゃ代わりにもてあそんだりしながら楽しく過ごしていた。ヒョウの子にはまだ名前がなかったので、成岡は兵士たちのうち十数名を集めて名づけの相談をすることにした。このとき、第8中隊の名を取って「ハチ」と命名することに決定した。ハチは教練や野外練習にも兵士たちとともに参加し、他の部隊の兵士たちや地元の住民たちもその光景に驚いていたという。

### 慰問舞踊団の訪問

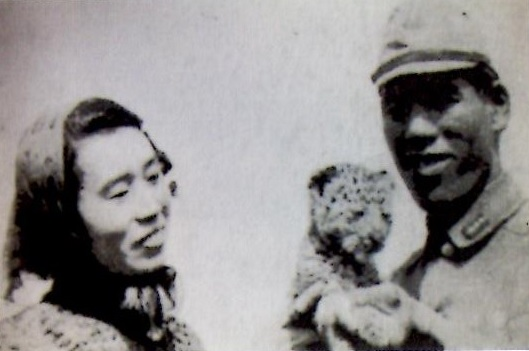
宮操子、ハチ、成岡小隊長

ハチは人見知りをしない性格で、他の部隊の兵士たちともすぐに仲良しになるほどであった。ただし成岡と部下の兵士たちは部外者の兵士が誤ってハチを撃ったりしないか常に注意を払い、警戒も怠らなかった。やがてハチが第8中隊の一員となって50日ほど過ぎ、4月も半ばとなった。日本から将兵慰問のため、宮操子が率いる慰問舞踊団の一行が陽新県の兵営を訪れた。宮の舞踊団は、1939年（昭和14年）から1942年（昭和17年）まで中国各地への慰問公演を続けていた。舞踊団には若い女性6名も加わっていて、仮設の舞台で様々な踊りを披露して兵士たちを楽しませた。
しかしその日の夕方、宮が高熱を発して倒れ、舞踊団は次の訪問先に移動できない状態に陥った。成岡は異国の地で病に侵された宮の心細さと、足止めされた舞踊団の団員たちのことを思って、少しでも慰めになればとハチを抱いて舞踊団の宿舎に出向いた。宿舎にいた舞踊団の女性たちはハチを見て最初のうちは驚いていたが、成岡が「コイツは誰とでもすぐ友だちになりますから」との話を聞いてその人懐こさと愛らしさにすぐに心を許し、紙つぶてを投げるなどして遊び始めた。病臥中の宮も、成岡の心遣いを大いに喜んだ。成岡は宮を始めとした女性たちの希望を容れて、宮の容態が回復するまでハチを宿舎に残すことにした。
1週間後、舞踊団の一行は次の目的地に向かって出発することになった。成岡がハチを迎えに行くと、元気を回復した宮がハチを抱いている姿が目に入った。成岡がそっと近づいていくと、ハチはいち早く気づいて宮の腕から成岡の肩に素早く飛び乗り、再会を喜ぶ様子で顔中をなめ回しはじめた。いかにも嬉しげなハチの様子に、宮を始めとする舞踊団の女性たちはその背中を撫でて別れを惜しんだ。
一行が去ってしばらく経ってから、成岡はハチの体から芳香が漂っているのに気づいた。それは舞踊団の女性たちが毎日のようにハチを可愛がっていた際の移り香であった。そして女性たちは、美しい花模様入りの首輪をハチに贈っていた。成岡は後に自著で「それは可愛いハチにふさわしい贈り物でありました」と述懐していた。

### 育ちゆく日々
ハチは一時期、体調を崩して起き上がることさえ困難になっていた。心配した成岡が大隊本部の獣医官に診察を依頼したところ、「カルシウム欠乏症」に起因するものという診断が下った。成岡はその日からハチに骨つきの肉を与えるように努め、郷里の高知から強力な空気銃を送ってもらって周囲に住むスズメやモズなどを撃ってハチの餌に加えた。その成果が出てハチは健康を取り戻し始めたものの、5月中旬に成岡は師団対抗剣術大会の審判兼選手として出場を命じられ、部隊を不在にせざるを得なくなった。
成岡はハチのことが気がかりだったため、留守中のことを部下によく言づけておいた。2週間にわたる出張中、ハチの容態が心配でならなかったが、任務を無事に果たすことができた。帰路を急いで兵営に戻った成岡に、立哨中の兵士が「ハチは元気になっています」とうれしい知らせを告げた。自室に戻ると、ハチはすぐに成岡に飛びついてきて再会の喜びをあらわにした。
ハチは兵士たちの夜間歩哨勤務によく付き合い、兵士たちにも頼りがいのある「相棒」となっていた。炊事場では盗み食いを働くネコや野良犬を「退治」したため、盗み食いの被害がなくなった。炊事係の兵士たちはハチを「衛兵」と呼ぶようになったが、1つ困った事態が起こり始めていた。それは、炊事場に物を売りに来る地元の住民たちに対してハチが襲いかかるそぶりを見せてしまうため、兵士たちがそばで押さえていなければならないことであった。
他の分屯隊から陽新県の中隊本部に事務連絡などでやってくる兵士たちは、いずれもその道すがらにハチのために大きなシカや野鳥を射止めて運んできていた。獲物を持ち帰ってきた兵士たちは、再会を喜んでじゃれつくハチの愛らしさに疲労も忘れてかわるがわる抱き上げるなどして愛情を示していた。兵士たちが再び帰隊するとき、ハチは東門まで必ず見送りに出た。その姿が見えなくなるとハチは悄然として戻ってくるため、中隊本部の兵士たちはすぐに鬼ごっこを始めてハチの寂しい気持ちを紛らわせていた。

### 「野生の豹と共に暮らす男」

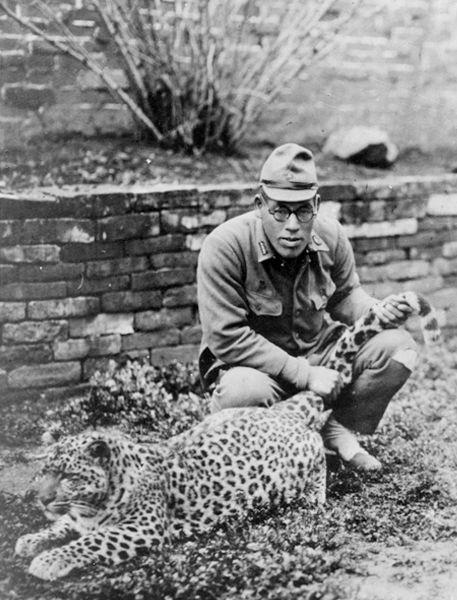
ハチと成岡小隊長

ハチが生後6か月になる頃には、体長がすでに1.7メートル、体重50キログラム以上にまで成長していた。ハチと成岡のことは「野生の豹と共に暮らす男」として、戦線にいた各部隊に広く知れ渡り、地元の住民たちからは「豹の大人（たいじん）」と呼ばれるほどであった。ヒョウは猛獣の中でも最も人に慣れにくいといわれ、それは著名なサーカスの中にライオンやトラの芸があってもヒョウを調教して芸をさせた例がほとんどないことが証明していた。成岡もハチがここまで人に慣れ親しみ、愛情に応えるようになるとは思っていなかった。
成岡はハチが赤ん坊のときはともかく、成長するにつれてどうなるかについては全く自信を持っていなかった。ハチが他人に危害を加えるような事態が起こればそれは成岡自身の責任であるため、内心少なからず心配をしていた。高知にいる成岡の肉親たちも、心配していたという点では同様であった。特に成岡の父は「やめてくれ」、「ヒョウを手放せ」などという戒めの手紙を何回も送ってきていた。
ハチの飼育については、部隊内の上層部からも強く諫める声が出ていた。特に連隊長である亀川良夫から「危険であるから、隊内での飼育は絶対に禁ずる」と再三にわたって注意されていた。成岡と部下の兵士たちは困り果てたが、皆が可愛がっているハチをいまさら捨てたりすることなどできずにこっそりと飼い続けることにした。成岡たちは兵営への出入りの監視を一層厳重にして、事情を知らない他の隊の兵士などに射殺されないように守るように努めていた。ハチも兵営を囲む鉄条網の内側が安全であることを判っていたようで、日中に単独で隊の外に出ることを慎んでいた。
ハチの「処分」などできないままに日々が経過し、亀川連隊長が内務巡視に来る当日になった。ハチをどこかに隠しておくこともできず、成岡たちは亀川の一行を出迎えることになった。一行が成岡たちのところまで10メートルほどに近づき、成岡たちが一斉に挙手の敬礼を行ったところで、成岡の足下に座っていたハチがやおら起き上がった。
亀川もハチに気づき、立ち止まってその様子を無言のままで見ていた。成岡たちは挙手の姿勢のままどうすることもできず、ただはらはらと見守ることしかできなかった。亀川がハチの挙動に注意を払いながらも歩みを進めた途端、ハチが飛びかかった。成岡にはその飛びかかりが、普段喜んで部隊の兵士たちにじゃれつくときと同じであることがすぐにわかった。
ハチは亀川の体ではなく、右肩から下がっていた図嚢（ずのう）にじゃれついて遊び始めた。とっさのことに亀川は両手を高く上げた棒立ちの姿勢のまま、遊び戯れるハチの姿を見つめた。やがて亀川は落ち着いた様子で「成岡、お前はまだ処分をしていなかったのか」と問いかけた。成岡は「はいっ」と返答して亀川の次の言葉を待った。
亀川は無心に遊ぶハチの姿を見て「成岡、大丈夫だろうな」と確かめてから軽くハチの頭を撫で始めた。成岡は「はいっ、絶対大丈夫であります」と即答したが、亀川は「隊員たちがどんなことをしても絶対大丈夫ということが、どうしていえるのか」と重ねて問いかけてきた。成岡は内心でこの事態を好機と捉え、素早く上半身裸体となってハチに近寄り、その体を担ぎ上げて兵営の中庭に運んだ。
成岡とハチは中庭で「レスリングさながらの実演」を開始した。成岡はハチを倒してその体を枕にしたり、馬乗りになったり、しまいには鋭い牙の生えた口の中に自らの拳を突っ込んだりした。ハチも大喜びで成岡と戯れていた。亀川の随行官たちはその光景に驚嘆した様子で、さかんにカメラのシャッターを切り始めた。亀川はやがて「もうよい、分った、分った」と言って「今後は連隊のマスコットとし、続いて第8中隊で飼うようにせよ。なお、より一層可愛がってやれよ」と許可を与えた。さらに亀川の計らいで、ハチにも毎日部隊用の豚肉が特別支給されることになった。
ハチを公然と飼育することができるようになったことは、成岡たちにとって大きな喜びであった。ハチは成岡と部下の兵士たちを家族と同様に慕い、兵舎を住みかとして毎日を楽しく過ごしていた。ハチは日本軍の軍服を着用した兵隊には従順にふるまったが、それ以外の人間や動物に対しては猛獣の習性を見せてときには一撃で倒してしまうことすらあった。ただし、日本軍が使役していた軍馬が放馬して中隊近くの草原に迷い込んでくることがあっても、ハチは素知らぬ顔をして近寄ることもなかった。ハチのこの行動について、後に成岡は「あるいは隊員の匂いがあって、姿は違っていても戦友とでも思っていたのかもしれません」と記述している。

### 太平洋戦争の開戦
9月初旬、成岡は悪性の熱帯性マラリアに罹患して臥床を余儀なくされた。ちょうどその頃、香川県からの慰問団が近日中に訪問してくるという知らせが届いたが、体調の悪い成岡はそれどころではなかった。ハチは成岡の体調を気づかうように、1日の大部分を彼の枕元で過ごした。成岡が高熱に苦しみだすと、その舌で手先や顔をなめ回したり体をすり寄せたりして見守り続けた。成岡はハチのいじらしさに涙を流し、体の痛みを忘れてハチを撫でるほどであった。
数日が過ぎ、成岡の体温はほぼ平熱に戻っていたが、激しい頭痛とめまいが残って体力が弱っていた。その朝部下の1人が「大隊長が慰問団を案内してハチを見学に来る」旨を知らせてきた。成岡と部下が病気のことなどについていろいろ話し合っていると、中庭の方からにぎやかな声が聞こえてきた。
その中には若い女性の声も混じっていた。ハチは成岡の枕元にいて中庭の騒ぎに聞き耳を立てていたが、いきなり声の方向に向かって走り出した。とっさのことに成岡は無意識のうちに起き上がってハチの後を追い、ハチが慰問団の一行に飛びかかる寸前で引き留めることに成功した。騒ぎに驚いた慰問団の一行が慌てて逃げたため、負傷者は出なかった。若い女性が1人失神して倒れていたが、スカートと下着を切り裂かれただけで怪我はなく、応急措置を受けて約30分後には無事に回復した。
騒動の終息後、成岡の体調は再び悪化した。隊員の助けを借りて自室に戻ってようやく臥床したが、すぐに強烈な震えが起こり始めた。ハチも再び成岡の枕元に付き添い、彼の苦しみを気づかわしげに見守っていた。成岡の体調はなかなか回復せず、臥床する日々が続いていた。
漢口の日本軍司令部は長沙方面の作戦を展開することになり、連隊は日々出動の準備に多忙をきわめた。成岡は療養中の身だったため兵営に残留して、留守中の警戒などを任されることになった。成岡の記憶によれば1941年（昭和16年）9月19日、兵営に最小限度の人数を残して、連隊は長沙方面に出動していった。
連隊は10月下旬にそれぞれの分屯地まで戻ってきた。当日連隊を迎えに出た成岡の目に入ったのは、白布にくるまれた8個の包みが兵士たちの胸に抱かれて軍用トラックから降りてくる光景だった。元気に出動していった兵士たちがわずか1か月余りで死を迎えたという事実に成岡は暗然としたが、兵営は以前のにぎやかさを取り戻し、ハチも嬉しげに兵士たちの間を駆け回っていた。
1941年（昭和16年）日本時間12月8日未明、日本軍は真珠湾攻撃を実行し、アメリカ軍の太平洋艦隊に大きな損害を与えた。中隊に属する無線班が特別に設置したラジオからは緒戦の華々しい戦果が次々と報道され、兵営は勝利の喜びに沸き返っていた。成岡はその2日後、マラリアを再発させて病臥状態に陥った。ハチは以前と同じく成岡の枕元に付き添っていたが、成岡の病状はなかなか回復しなかった。数日が過ぎて再び連隊は長沙方面への作戦に出動が決まり、成岡を含めてわずか十数名で兵営の留守を守ることになった。ハチは人数の少なくなった兵営において、警戒中の兵士とともに巡回し、よく任務を助けていた。
1941年（昭和16年）の年末、大冶にあった留守連隊本部から、戦局に関する情報が伝えられてきた。その情報によれば、亀川連隊長の率いる部隊主力は、長沙北方にある大山塘（だいさんとう）付近で数十倍の敵と戦闘し、第二大隊長水沢少佐以下多くの犠牲者が出たということであった。
成岡は病臥の身のままで1942年（昭和17年）の新春を迎えることになった。その時分から彼の容態は快方に向かいつつあった。2月になると、前線に出動していた連隊の主力部隊が任務を果たして引き上げてきた。軍用トラックから降りてきた兵士たちは、白布にくるまれた包みを十数個携えていた。帰還した兵士たちは疲労の色が濃かったものの、成岡のもとに走り寄って「成岡曹長殿、ご病気はよくなられましたか」と容体を気遣い、成岡もその思いやりに感謝しつつ「ご苦労様でした」と彼らの労をねぎらった。成岡は秋田中隊長に「留守中異常ありません」と報告したところ、秋田は成岡の病気全快を喜ぶとともにハチの近況を問いかけてきた。成岡は秋田の問いかけを聞いて、ハチの姿が見えないことにようやく気づいた。
成岡が自室に戻ったところ、ハチは土間の隅にうずくまっていたが、明らかに様子がおかしかった。成岡はハチののどに何かが刺さっていることに気づいて、嫌がるハチの体を押さえてのどの中を覗き込もうとした。大きく成長したハチは必死に抵抗を続けたため、成岡はそれ以上の処置を断念せざるを得なかった。やがてハチは屋外に出て行った。成岡は冬の寒気の中で、自室と屋外を往復してハチの様子を何度も見に行ったが、翌日の明け方になるとハチの姿は消えていた。
成岡は兵士たちの協力を求めて隊内を探してみたが、ハチを見つけることができないまま時間が過ぎた。やがて兵舎の北側付近から大きな呼び声が聞こえたため、その方面に向かって成岡は走った。成岡を呼んだのは兵士の1人だったが、彼が指し示す方向を見るとうつぶせになっているハチが草むらの中にいた。ハチは下あごから首にかけて大きくはれ上がり、悪臭さえ漂っているありさまだった。そのときのハチには成岡たちが近寄っても抵抗する元気すら残っていなかった。成岡は思い切ってハチの口に手を突っ込み、奥歯の内側に食い込んでいた異物を素早く抜き取った。この「荒療治」が功を奏して、ハチの体調は無事に回復することになった。

### ハチとの別れ
ハチは成岡を始めとする兵士たちと仲良く過ごし、表向きは幸福な日々を送っていた。しかし、ハチと兵士たちが別れなければならない日が迫りつつあった。
1942年（昭和17年）4月18日、アメリカ軍は日本本土に対する初の空襲（ドーリットル空襲）を実行した。太平洋側の重工業地帯に対する爆撃が行われたことに日本政府は衝撃を受けた。爆撃機が中国の江西省白山や建鳳にある飛行場を着陸地点としていたことが判明したため、大本営はそれらの飛行場を攻撃して日本本土への空襲を実行させないという「浙贛（せっかん）作戦」を発令した。
この命令によって、連隊は初年兵とその教育要員を除く全兵力が出動することが決定した。しかも、この作戦が終了した後には陽新県には戻らずに武昌の南方にある蒲坅県城付近に移動することとなっていた。成岡も中隊の第3小隊長として作戦に参加しなければならなかったが、ハチをどうするかという大きな問題にぶち当たっていた。
牛頭山の岩穴から連れてきてから1年以上が経過して、幼かったハチは人間でいえば青年期を迎えていた。ハチは兵士たちと家族同様に暮らしていたため、成岡はハチを見捨てることなどできなかった。成岡はいずれハチが成長して一緒に暮らすことが難しくなることを予期していて、故郷である高知県の柳原動物園にハチの引き取りを依頼していたが、食糧難を理由に断られた。次いで大阪の天王寺動物園にも照会してみたものの、すでに雌雄のヒョウを2頭飼育中だったため受け入れはできないとの返事であった。
成岡はかつて幼いハチを可愛がってくれた宮操子に連絡を取って、上野動物園にハチのことを依頼しようと思い立った。成岡からの手紙を受け取った宮は、自分の病床に付き添ってくれた可愛らしいハチのことをよく覚えていた。宮は何とか成岡とハチの力になりたいと考えたものの、政財界への伝手などはなかった。宮はいろいろと思案した上で、朝日新聞の記者を通して上野動物園に話を持ち込むことに成功した。
当時の上野動物園では1941年（昭和16年）7月29日に園長の古賀忠道が応召していたため、8月1日から福田三郎が園長代理を務めていた。福田は1922年（大正11年）に東京農業大学を卒業して以来、上野動物園に勤務していた。福田は動物の生態に関する専門家であると同時に、動物たちの飼育に誠実な姿勢で取り組んだ人物としても知られていた。
上野動物園側がハチの受け入れを正式に決定するまでにはかなりの時間がかかった
。成岡はハチのことが心配でならず、焦燥の日々を送っていた。出動の日が明後日に迫った1942年（昭和17年）5月3日の昼頃、成岡のもとに上野動物園からの返事が航空便で到着した。返事には「是非、送っていただきたい。大いに歓迎する」と書かれていて、成岡と部下たちはハチが生き永らえることを心から喜んだ。
部隊が出動するまでの残りの2日間、成岡と部下たちはハチとの別れを惜しんだ。橋田はハチのためにノロジカを仕留め、シカ肉をふるまった。成岡や部下たちには、明日の命も知れない自分たちの代わりにせめてハチには生を全うしてもらいたいという思いがあった。
このとき、第8中隊の1人から「ハチという軽い名前では可哀想だ」という話が出た。せっかくハチが東京まで行くのだから、それにふさわしい名前が必要だという理由であった。そこで当時の日本政府が掲げていた「八紘一宇（はっこういちう）」のスローガンから「八紘」の字を充てるのはどうかという意見に賛同者が相次ぎ、ハチは「八紘」と呼ばれることになった。
成岡はハチを東京に送り出す手順などを残留組の初年兵係教官の三宮少尉に託し、5月5日に江西省九江を目指して部隊とともに出発した。このときの成岡には、これがハチとの永遠の別れとなることなど知る由もなかった。

### 日本へ
数日後、ハチは軍用トラックに乗せられて兵営を後にした。そのときのハチは、取り残されたのがわかっていたのかしょんぼりしていたという。ハチの輸送のために大きな竹製の籠が作られて、嫌がるハチをその中に押し入れて約15キロメートル離れた石灰窑（せっかいよう）まで送り届けた。
石灰窑では同地の憲兵隊長を務めていた赤松大尉の好意によって軍用犬用の檻を借用し、輸送船に積み込んだ。積み込みの作業時には、ハチのことを伝え聞いていた同地の警備隊員や在留日本人などがその姿を見ようと埠頭まで見送りに訪れた。上海で日本行きの船に乗り換えて、ハチは東京に向かった。
船中でのハチは船員たちの服装が兵士と同じ国防色の衣服と戦闘帽だったため、始終落ち着いて過ごしていた。ハチの人懐こさに船員たちも心を開き、上甲板に置かれたハチの檻の扉は開け放たれた。ハチは船内を存分に駆け回り、甲板や船室だけではなくときには高いマストのてっぺんまでよじ登って大海原を眼下に見るなど、さまざまな冒険に興じていた。
ハチを乗せた船は、東シナ海を横断して福岡県八幡市（現：北九州市）の日本製鐵の埠頭に到着した。ここからハチは列車に移され、約800キロメートル離れた東京を目指した。5月30日、ハチは汐留駅に到着した。ハチについては新聞などが報道していたため、注目を集めていた。
上野動物園にたどり着いたハチは、用意されていた檻を嫌がって移ろうとはしなかった。動物園の係員たちがハチのこの様子に困り果てていると、見守っていた群衆の中から1人の兵士が進み出てきて「私にやらせてみてください」と申し出た。その兵士は名を吉村重隆といい、かつて成岡の部下として第8中隊でハチとともに過ごしていた人物であった。彼は数か月前に陸軍航空隊東部第105部隊に転属していたため、千葉県東葛飾郡田中村（現：柏市）から電車を乗り継いで上野動物園まで駆けつけてきたのだった。係員の逡巡をよそに、吉村は「ハチ!」と大声で呼びかけた。ハチは吉村の姿に気づき、大喜びでじゃれついて再会の喜びをあらわにした。吉村はハチを檻へと導き、ハチも素直に従った。
朝日新聞は1942年（昭和17年）6月2日付の夕刊で、「人間に抱かれる豹 戦線の兵隊さんからの贈り物」という表題でハチについて報道した。

### 成岡たちの思い
ハチと別れた後の成岡には、「浙贛作戦」遂行中ということもあってハチの動静などはいっさい伝わっていなかった。成岡は、ハチのことがずっと気がかりであった。浙贛作戦は約3か月後にほぼ終了し、成岡と第8中隊の兵士たちは陽新県からおよそ80キロメートル離れた江西省九江市まで戻ってきた。九江には日本人街があり、大阪毎日新聞が支局を置いていた。成岡は新聞社に行けばハチのことがわかるかもしれないと考え、支局を訪ねることにした。
成岡を出迎えた記者は「あなたが、あの豹を上野動物園に贈ったご本人なのですか!」と即座に反応した。成岡が記者の反応に驚いていると、記者はハチの記事が載った新聞を探し出してくれた。6月2日付の紙面には「中支那の兵隊さんから贈られた豹”八紘”東京上野動物園に無事到着」という大きな見出しでハチの到着が報道されていた。
この記事を目にした途端、成岡は感謝と安堵のあまり涙を流していた。記者の好意で記事の掲載された新聞をもらい、宿舎に戻ってハチの無事を他の兵士たちにも知らせた。
その夜、成岡と兵士たちはハチの幸せを祝福して久々に酒を酌み交わし、和やかな時を過ごした。戦闘が1つ終わるごとに戦友の数が減っていき、次は我が身かもしれないという境遇にある彼らにとって、ハチが無事であることは何よりの喜びであった。
やがて成岡のもとに、1通の手紙が届いた。手紙の差出人は、ハチを乗せて日本まで行った船の船長だった。船長は偶然成岡の居場所を知って、この手紙を書いたのだった。
「成岡さん、今度のような愉快な航海は今まで一度も味わったことがありません。本当に有難く御礼を申し上げます」
船長は航海中のハチがどのように過ごしていたかを詳細に記してくれたため、成岡はハチが元気で船旅を楽しんでいたことを知って再度安堵した。

### つかの間の幸福

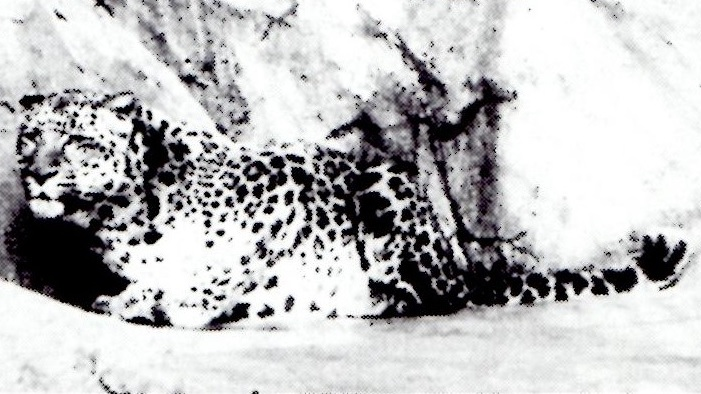
上野動物園のハチ

上野動物園でのハチは、園内でも有数の人気者になっていった。人懐こくおとなしい性格で、時折寂しげに彼方を見つめるハチには、飼育員を始め動物園の関係者も一様に好意を寄せていた。
ハチの人懐こさは、意外な反響を呼んだ。太平洋戦争（大東亜戦争）が開戦してまもなく1年が経とうとしていた1942年（昭和17年）12月6日、皇太子明仁親王（当時8歳、平成期の天皇）が上野動物園を行啓（訪問）することになった。朝8時半に上野動物園に行啓した皇太子には、岸本綾夫東京市長（現在の東京都知事に相当）や宮内省（現在の宮内庁）の傅育官2名が随行し、取材にあたる報道関係者・新聞記者も同行していた。園長代理の福田が一行を出迎え、皇太子は福田の説明を聞きながら園内の動物を見学して回った。
やがて、ハチのいる檻の前に一行が来た。するとハチは急に檻の柵まで走り寄って、のどを鳴らしつつ体を柵に擦り付けて甘えるようなしぐさを見せた。一行を取材していた新聞記者たちは（こいつ、皇太子殿下であることがわかるのか?）と驚愕した。福田には、ハチの行動の理由がすぐにわかった。ハチは皇太子ではなく、随行の岸本が陸軍の軍服を着用していたためそちらに反応したのだった。
翌年の春、福田は成岡に宛てて1通の手紙を書いた。その文面には、ハチの幸福を伝えて成岡を安心させたいという思いがこもっていた。

### 「戦時猛獣処分」
1943年（昭和18年）を迎えるころには、太平洋戦線に異変が生じていた。ソロモン諸島のガダルカナル島からの「転進」（当時のマスコミ、新聞が報道する際、本来の「撤退」から事実を紛らわすために用いた用語）、連合艦隊司令長官山本五十六の死、アッツ島での「玉砕」など、日本の敗色が濃厚になりつつあった。成岡たちが配備された中国の戦線では劣勢に陥っていなかったものの、この戦争自体が不利な情勢になっていることは彼らも認めざるを得なかった。
上野動物園では福田が陸軍の東部軍司令部獣医部から、非常時における動物園の対策についての文書提出を求められていた。福田はその求めに応じて『動物園非常処置要綱』を提出した。要綱では飼育動物を「危険度」に応じて4段階に分類していた。最も危険な「第1種危険動物」にはライオン、トラ、ヒョウなどの肉食獣の他に草食獣のインドゾウやカバまでが含まれ、総頭数は49頭であった。
1943年（昭和18年）7月1日、東京市は「帝都防衛の強化」を理由として東京府に併合され、東京都が発足した。8月16日、福田は古賀（南方での1年余りの勤務を経て世田谷の陸軍獣医学校に勤務し、週2回ほど上野動物園に応援獣医として出向していた）とともに呼び出された。2人は井下清公園課長から「1か月以内にゾウと猛獣類を射殺せよ」との東京都長官大達茂雄からの命令を伝達された。射殺の命令は、周囲の住民に動揺を与えるとの理由で「毒殺」に変更された。こうして、上野動物園における戦時猛獣処分が開始されることになった。
福田は翌朝の出勤後に職員全員を集め、井下からの命令を伝達した上で、秘密を守るため家族にも口外しないようにと付け加えた。この日から、動物園の閉園後に猛獣が数頭ずつ毒殺されていった。使用された薬は「硝酸ストリキニーネ」だった。
それから約1か月にわたって「処分」が続いた。井下のもとには9月27日付で「処分」の完了が福田から報告された。この報告には、総数27頭の猛獣処分が記載されていた。ハチについては、ごく短い記述があった。
八月十八日 ヒョウ 牡 500 一　硝酸ストリキニーネ 剥製 昭和17年7月寄贈
「処分」開始後2日目の8月18日、ハチはその生涯を終えた。福田は第二次世界大戦後の1953年（昭和28年）、自著『動物園物語』でハチの死について以下のように記述した。
「処分」後のハチは剥製にされた。「処分」された27頭のうち、剥製となったのはハチを含めて7頭のみであった。

## 死後

### 思いがけない知らせ
成岡は連隊から2か月間の特別休暇を許可され、1943年（昭和18年）8月15日に湖南省岳州を出発して故郷の高知へ向かった。11日後の8月26日、成岡は無事に高知に到着した。母親の体調が芳しくなかったため、まずは実家に戻って両親に会い、その後上野動物園の福田あてにハチの様子を尋ねるために電報を打った。
「ハチ ケンザイナリヤ ナルオカ」
猛獣たちの「処分」が継続しているさなかに届いた電報を見て、福田は絶句した。福田は隠し立てなどはできないと判断して、短い返電を打った。
「八ガツ 十九ヒ ドクサツス」
成岡は福田からの返電に衝撃を受けた。つい1週間前まで生きていて、自分との再会を待っていたに違いないハチがこの世にすでにいないという事実に成岡は打ちのめされ、傷心のまま10月初旬に中国の部隊に戻っていった。
宮操子も、ハチの死に衝撃を受けた1人であった。宮の働きかけによっていったんは生き永らえることができたハチが、結果として命を縮めることになったため、彼女は成岡の心情を思いやった。1995年（平成7年）、宮は著書『陸軍省派遣極秘従軍舞踊団』でハチと成岡について次のように記述している。

### ハチと一緒に
成岡は1944年（昭和19年）3月31日、湖北省岳陽県岳州から新編成の航空部隊に配属替えとなった。その後も中国各地を転戦し、満州国奉天省蘇家屯というところで終戦を迎えた。終戦後も部下数名とともに逃走を続け、復員して故郷の高知にたどり着いたのは1946年（昭和21年）11月23日のことであった。
成岡の心には、ハチのことが常にあった。せめて剥製となったハチを引き取り、手元に置きたいというのが成岡の願いになっていた。
ちょうどその時期、福田三郎は出張で高知を訪れていた。地元の新聞を読んで福田が高知に来たことを知った成岡は、宿舎を訪ねることにした。成岡と福田は初対面ではあったが、手紙と電報でのやり取りを通じてお互いのことをよく知る間柄になっていた。
2人は生前のハチについてさまざまなことを語り合った。2人の話題は尽きることがなかったが、やがて成岡が切り出した話を聞いて福田は驚いた。成岡は「ハチの剥製をいただきたいのです」との強い願いを繰り返し述べた。福田には成岡の心情がよく理解できたものの、剥製として東京都の所有になったハチを個人である成岡に引き渡すのは容易なことではなかった。それでも、福田は成岡の願いをせめて叶えたいと思って協力を決意した。
福田は東京に戻り、ハチを成岡に送るためにさまざまな手を尽くした。そして、福田はある「作戦」を発案し実行に移した。それはハチの剥製が傷んだことにして東京都の物品から「廃棄物」に組み替えることであった。福田と成岡は何度も連絡を取り合って、「作戦」の検討と実行に当たった。「作戦」は成功し、廃棄物扱いとなったハチは成岡のもとに戻ることができた。

### 成岡の晩年と死
ハチは成岡とともに高知に戻った。第二次世界大戦が終わった後、成岡は高知市の桟橋通りに居を構え、喫茶店や氷屋を経営していた。成岡は自分の寝室でもある床の間の「床」にハチを安置して、大切に扱い続けた。ハチの存在は成岡家の日常に溶け込み、息子たちや孫たちもそれを自然なこととして受け止めていたという。
やがて、成岡の息子が喫茶店の後にレストランを開くことになり、ハチもそこに引っ越した。成岡は毎朝レストランの開店時間に合わせて来店し、ハチが見える席でコーヒーを飲むのを日課としていた。ハチの姿に目を止める客を見かけると、成岡はそばによってハチの説明をするのが常であった。
このレストランは4階建てで、2階から4階では大きな宴会を開くことも可能であった。「鯨部隊」の戦友会も、ここを会場として何回も開かれた。戦友たちはハチの見守る中で旧交を温め、最後は「南国土佐を後にして」を合唱してハチに手を合わせるのが常であった。「鯨部隊」の仲間とハチとの関係は、第二次世界大戦の記憶が遠くなっていく中でも長く続いていた。
1981年（昭和56年）、成岡はハチの剥製を高知市に寄贈することを決意した。それは自分がいなくなった後のハチの行く末を気遣うと同時に、戦争の悲劇をハチという存在を通じて後世に伝えたいという願いの表れでもあった。
1994年（平成6年）1月8日、成岡はこの世を去った。牛頭山でのハチとの出会いから53年、剥製となったハチとの再会から45年が経過していた。

### ハチの修復
ハチは成岡家に近い高知市子ども科学図書館で展示されることになった。ハチの剥製は、年月の経過によって傷みが出ていたため、2003年（平成15年）に浜畑賢吉（同年にハチを題材とした童話『戦場の天使』を出版していた）が修復のための募金を始めた。集めた募金を携えて高知を訪れた浜畑を迎えたのは、高知市の劇団「高知リトルプレイヤーズシアター」運営責任者を務める田村千賀であった。田村は浜畑に会うまでハチのことを知らなかったが、いきさつを聞いて修復への協力を決意した。
田村に続いて、地元の病院長高橋淳二がハチの修復に賛同した。高橋は高知の文化発展のために活動している人物であり、浜畑とは旧知の仲でもあった。高橋はすぐに高知市長岡崎誠也に面会の約束を取りつけ、「ハチの会」計画が動き始めた。岡崎はハチにまつわる話を聞いて、子どもたちに対する平和教育のすばらしい教材になると修復に協力的な意見を述べた。
ハチについて読売新聞が記事を掲載し、続いて田村が「高知リトルプレイヤーズシアター」の子供たちとともに朗読劇ミュージカル『ハチ』を上演した。ハチの修復活動をテレビ高知が取材したことなどにより、4年の間に約67万円の寄付金が集まった。しかし剥製修復業者数社に見積もりを依頼したところ、返ってきたのは「100万から300万円」という高額な回答であった。
修復活動が暗礁に乗り上げていたこの時期に、高知県立のいち動物公園で当時副園長を務めていた多々良成紀が高知市子ども科学図書館を訪れた。多々良は応対に出た指導員から、修復資金不足のためハチの剥製を上野動物園など管理ができるところに譲りたいと考えているという話を聞いた。その話に多々良はハチの剥製を高知県外に出してはならないと強く思い、行動を始めた。
多々良はすぐに「ハチの会」事務局に連絡を取って、博物館や動物園の剥製を扱う業者を紹介した。業者はハチについての話と高知の子供たちなどが寄付金を集めたことなどを聞いて、予算内での修復を承諾した。さらに業者は運搬費用の圧縮のために、東京から直接ハチを引き取りに出向いてくれた。
集められた募金を元に修復作業が2009年（平成21年）5月から始まり、7月に修復されたハチが高知市子ども科学博物館に戻ってきた。そして、同年8月25日に修復後の姿が披露された。

### 語り継がれるハチの物語
高知市子ども科学図書館は、2009年（平成21年）12月に平和教材として『ハチからのメッセージ』という冊子を作成した。2010年（平成22年）には、高知学園短大の2年生2名の協力を得て、ハチの紙芝居を作り上げ、同年10月16日に潮江東小学校児童クラブの児童や指導員を招いて、紙芝居の「おひろめ会」を開催した。高知市子ども科学図書館は紙芝居の数を増やし、小学校などへの貸し出しを計画している。
高知県立のいち動物公園は、2012年（平成24年）9月1日から17日まで企画展示「ハチの命展」を開催した。この企画展示で使用されたパネル類は、戦争や動物と人との関係を考える上での補助教材として貸出されている。
2014年（平成26年）、高知市子ども科学図書館のハチは「日本動物大賞社会貢献賞」を受賞した。これはのいち動物公園長からの勧めで高知市子ども科学図書館が応募したところ、受賞を果たしたものであった。
なお、高知市子ども科学図書館はあらかじめ公式サイトで閉館を告知の上、予定通り2018年（平成30年）2月11日をもって閉館した。閉館後、同館は同年7月24日に開館した新図書館複合施設「オーテピア」（高知市追手筋2丁目1番12号）に移転・統合されたが、ハチの剥製については「オーテピア」5Fの「高知みらい科学館」において引き続き展示されるようになった。

## ハチを題材にした作品

### 成岡自身の著書 『豹と兵隊』
成岡は第二次世界大戦中の1943年（昭和18年）、大東亜社から『兵隊と豹』という本を出版した。その後、1967年（昭和42年）に芙蓉書房から『豹と兵隊』を出版した。『豹と兵隊』は古賀忠道の序文と成岡の「まえがき」に続き、前半に当たる部分が成岡によるハチの生涯とエピソード、その後には「豹ハチと親しかった人びと」として福田三郎、久米滋三（当時土佐電気鉄道の取締役で、元歩兵第236連隊の副官を務めていた）、宮操子がハチの思い出などを寄稿している。
本の締めくくりは古賀忠道の執筆による「豹の話」である。ヒョウの説明から「レオポン」（オスのヒョウとメスのライオンの間に生まれた個体）の話と続き、さらにヒョウの習性、獲物、ヒョウと動物園のかかわりが記されている。

### 一峰大二『ヒョウと兵隊』
漫画家の一峰大二は、成岡の著書をもとに漫画『ヒョウと兵隊』を小学館の学習雑誌「小学四年生」1968年（昭和43年）1月号に読み切り（31頁）で発表した。この漫画の冒頭には古賀による「このお話について」という説明があって、それから漫画本編に続いていく。
漫画の導入部は、中国戦線からの一時休暇を許された成岡がハチのいる上野動物園に急ぐシーンから始まる。そして牛頭山での出会いから日本に送られるハチとの別れに至るさまざまなエピソードが回想される。再会を待ちわびる成岡の目に入ったのは、すでに剥製となったハチの姿であった。

### 宮操子『陸軍省派遣極秘従軍舞踊団』
宮操子は、1995年（平成7年）に『陸軍省派遣極秘従軍舞踊団』を出版した。全3章で構成されたこの本では、第2章が「極秘従軍舞踊団〈中国・シンガポール〉」の記述に充てられている。宮はこの本で第2章の最後「武器にされ、また運命を狂わされて 戦争の犠牲になった動物たち」でハチについて記述している。成岡は『豹と兵隊』を出版した後、宮を訪ねてきてハチの思い出を語ってくれたことがあったという。
1977年（昭和52年）『豹と兵隊』はNHKのドキュメンタリー番組でも取り上げられた。宮は番組内で数十年ぶりにハチと対面することになった。スタジオに数頭のヒョウの剥製が運び込まれ、司会の鈴木健二が「この中にハチがいます。どの豹がハチだかおわかりになりますか」と質問してきた。宮が近づいたとき、そのうちの1頭がサッと毛を逆立てて動いたのが確かに見え、思わず彼女はその1頭に近づいて頭を撫でた。その1頭こそ、まさしくハチであった。

### 浜畑賢吉『戦場の天使』と絵本『ひょうのこハチィ』
浜畑賢吉は俳優として芝居やミュージカルの仕事を続けるかたわら、「歌と朗読とお話」のステージ活動に取り組んでいる。彼は動物保護活動家として、このステージで動物に関する物語を多く取り上げていた。
浜畑は元NHKプロデューサーの中田整一から「動物に関するとてもいい話がありますよ」とハチのことを教えてもらう機会を得た。前出のドキュメンタリー番組で演出を手掛けたのが中田自身だったため、その際に使用した資料のほとんどを浜畑に提供した。浜畑は高知市子ども科学図書館でハチと対面し、成岡の息子から生前の成岡について話を聞くなど、さまざまな取材を重ねて童話『戦場の天使』を書き上げた。『戦場の天使』は2003年（平成15年）に角川春樹事務所から出版された。2019年（平成31年）3月には、『戦場の天使』を元にした絵本『ひょうのこハチィ』（小川惠玉・暁央共著）が遊絲社から発行された。

### 門田隆将『奇跡の歌 戦争と望郷とペギー葉山』と『ヒョウのハチ』
作家・ジャーナリストの門田隆将は高知県の生まれで、両親や多くの親族が第二次世界大戦を経験していた。彼は通称「鯨部隊」について長年調べ続け、その成果を2017年（平成29年）にノンフィクション『奇跡の歌 戦争と望郷とペギー葉山』にまとめ上げて小学館から出版した。
この作品では日中戦争のさなかに歌われ始めた『南国土佐を後にして』（当初は『南国節』と呼ばれていた）が歌い継がれた経緯、その曲に新たな生命を吹き込み、大ヒット曲としたペギー葉山、そして「鯨部隊」とハチのエピソードなどが描き出されている。執筆の際、門田は幼いハチの世話にあたった橋田寛一や第236連隊の元騎兵で後に大豊町の町長を3期にわたって務めた渡辺盛男（『南国土佐を後にして』に関わるエピソードを語った）などから当時の話を聞いている。
ペギーは『南国土佐を後にして』を通じて、ハチのことに関心を抱くようになっていた。2011年（平成23年）7月9日、ペギーは高知を訪れて長年の念願だったというハチとの「対面」を果たした。そのときの思いを彼女は自身のブログ（10月19日付）でこう書いている。
門田は年少の読者に向けて絵本『ヒョウのハチ』を執筆し、2018年（平成30年）7月に小学館から上梓した。この絵本のあとがきで門田は「兵隊に育てられ、人間社会に入り込んでしまった、愛くるしく、心優しいハチを通じて、弱いものが生きることを許されなかった「あの時代」のことを是非、忘れないでほしいと思います」と読者へのメッセージを寄せている。

### 祓川学『兵隊さんに愛されたヒョウのハチ』
ノンフィクションライターで児童文学者の祓川学は、2018年（平成30年）6月に『兵隊さんに愛されたヒョウのハチ』をハート出版から上梓した。祓川がハチのことを知ったのは、前年の2017年（平成29年）夏のことであった。祓川は前出の門田による『奇跡の歌 戦争と望郷とペギー葉山』に登場するハチを記事化したいという依頼を受けて高知県に行った。高知市子ども科学図書館の関係者や成岡の孫にあたる男性などからハチの話を聞くうちに、祓川はハチをもっと調べて、児童書の形で伝えてみたいと思うようになった。
祓川は2018年（平成30年）に入ってからも高知県に何度も通って取材を続けていた。取材の日々の中で、祓川の胸中には成岡とハチの出会いの地である牛頭山に直接行ってみたいという思いが大きくなっていった。そして同年3月下旬に、日本から空路で約4時間半かけて武漢天河国際空港に赴き、空港から約120キロメートル離れた牛頭山に車で向かった。
祓川は牛頭山付近の小さな村に暮らす人々にヒョウのことを尋ねてみたが、知らないという返事ばかりであった。その村の文化施設で管理人を務める男性に話を聞いたところ、祖父や父親から伝え聞いた話として、牛頭山にヒョウが住み着いていたことや日本兵がいたという証言を得ることができた。4日間のみの中国滞在であったが、祓川が得たものは大きかった。祓川は『兵隊さんに愛されたヒョウのハチ』の最後で次のように綴っている。